# Шатоге
Шатоге (фр. Châteaugay) насеље је и општина у централној Француској у региону Оверња, у департману Пиј де Дом која припада префектури Риом.
По подацима из 2011. године у општини је живело 3156 становника, а густина насељености је износила 347,58 становника/km². Општина се простире на површини од 9,08 km². Налази се на средњој надморској висини од 536 метара (максималној 537 m, а минималној 320 m).

## Демографија
| 1962. | 1968. | 1975. | 1982. | 1990. | 1999. | 2011. |
| ----- | ----- | ----- | ----- | ----- | ----- | ----- |
| 1.452 | 1.847 | 2.144 | 2.410 | 3.050 | 2.963 | 3.156 |

График промене броја становника у току последњих година